# Vilne, Novoukraiinka
Vilne (în ucraineană Вільне) este un sat în comuna Rivne din raionul Novoukraiinka, regiunea Kirovohrad, Ucraina.

## Demografie
Componența lingvistică a localității Vilne
     Ucraineană (96,67%)
Conform recensământului din 2001, majoritatea populației localității Vilne era vorbitoare de ucraineană (96,67%), existând în minoritate și vorbitori de alte limbi.